# Denis Kalinine
Denis Borisovitch Kalinine (en russe : Денис Борисович Калинин) est un joueur russe de volley-ball né le 28 avril 1984 à Moscou (alors en URSS). Il mesure 2,00 m et joue réceptionneur-attaquant. Il est international russe.

## Clubs
| Club             | De        | À         |
| ---------------- | --------- | --------- |
| MGTU Moscou      | 2001-2002 | 2003-2004 |
| Luch Moscou      | 2004-2005 | 2005-2006 |
| Iskra Odintsovo  | 2006-2007 | 2010-2011 |
| Dinamo Moscou    | 2011-2012 | 2011-2012 |
| Iskra Odintsovo  | 2012-2013 | 2012-2013 |
| Dinamo Krasnodar | 2013-2014 | ...       |

## Palmarès
- Coupe de la CEV (1)
  - Vainqueur : 2012
- Championnat de Russie
  - Finaliste : 2002, 2008, 2009